# Iu-flex
Iu-flex (stosowane są także nazwy IuFlex i Iu flex
) – funkcjonalność opisywana przez specyfikacje 3GPP, której implementacja umożliwia bardziej elastyczne połączenie sieci radiowej (ang. Radio Access Network) i szkieletowej (ang. Core Network) w sieciach komórkowych budowanych w standardach GSM i UMTS.
Termin Iu-flex pochodzi od nazwy interfejsu pomiędzy kontrolerem sieci radiowej a siecią szkieletową (Iu) i od angielskiego słowa flexible - elastyczny, łatwo dostosowujący się.

## Kwestie techniczne
Sieć szkieletowa jest rozbudowana niezależnie dla potrzeb komutacji łączy (rozmowy głosowe, wideo rozmowy) na bazie central MSC oraz dla potrzeb komutacji pakietów na bazie elementów SGSN.
W klasycznych sieciach bez funkcjonalności Iu-flex każdy z elementów kontrolujących sieć radiową na pewnym obszarze (Base Station Controller (BSC) w GSM i Radio Network Controller (RNC) w UMTS) jest podłączony do jednego MSC i jednego SGSN. Dzięki zaimplementowaniu Iu-flex, BSC i RNC mogą być podłączone do całej puli MSC oraz puli SGSN. Takie rozwiązanie sprawia, że sieć komórkowa jest bardziej odporna na awarie, oraz że ruch telekomunikacyjny
może być eleastycznie przekierowywany w zależności od obciążenia poszczególnych elementów sieci szkieletowej.